# Samar (wyspa)
Samar – wyspa na Filipinach o powierzchni 13 428,8 km² i 1 909 537 mieszkańców.
Położona w środkowej części Filipin; od zachodu oblewa ją morze Samar; od wschodu Ocean Spokojny; od południa zatoka Leyte; na południowym zachodzie oddzielona cieśniną San Juanico od wyspy Leyte (wyspy łączy most San Juanico o długości 2162 m); na północy cieśniną San Bernardino od Luzonu.
Powierzchnia wyspy w większości wyżynna, porośnięta lasem równikowym, jedynie w północnej części niziny. Najwyższe wzniesienie to Mount Huraw (890 m n.p.m.). Większe rzeki płyną w kierunku wschodnim i uchodzą do Oceanu Spokojnego. Wybrzeża otoczone rafami koralowymi.
Na Samar znajdują się największe w kraju plantacje banana manilskiego, prócz tego uprawa kukurydzy, ryżu, palmy kokosowej i eksploatacja lasów; rozwinięte rybołówstwo. Wydobycie rud żelaza i miedzi oraz węgla brunatnego.
Administracyjnie podzielona na trzy prowincje: Samar, Eastern Samar i Northern Samar. Główne miasta: Calbayog, Catbalogan, Borongan.
Koło wyspy Samar rozegrała się część największej bitwy morskiej stoczonej w czasie II wojny światowej.
8 listopada 2013 wyspę spustoszył tajfun Haiyan. Według wstępnych szacunków żywioł zabił co najmniej 300 osób.